# Too Hot to Sleep
Albums de Survivor
When Seconds Count
(1986) Reach
(2006)
Too Hot to Sleep est le septième album publié par Survivor en 1988. Co-produit par le guitariste Frankie Sullivan avec Frank Filipetti, cet album a été un échec commercial cuisant en n'atteignant que la 187e place du Billboard 200 le 12 novembre 1988.